# Naga Bonar
Naga Bonar é um filme de drama indonésio de 1987 dirigido e escrito por MT Risyaf e Asrul Sani. Foi selecionado como representante da Indonésia à edição do Oscar 1988, organizada pela Academia de Artes e Ciências Cinematográficas.

## Elenco
- Nurul Arifin
- Deddy Mizwar
- Wawan Wanisar
- Roldiah Matulessy
- Piet Pagau